# Prezzo
Prezzo település Olaszországban, Trento megyében.  Prezzo Bersone, Castel Condino és Pieve di Bono községekkel határos.

## Népesség
A település népességének változása: